# Joel Andersson (hembygdsforskare)
Joel Natanael Andersson, född 23 juni 1903 i Östra Strö församling, Malmöhus län, död 20 mars 1996 i Tofteryds församling, Jönköpings län, var en svensk kantor, lärare, hembygdsforskare och författare.
Hans arbete rörde främst Tofteryds socken, inklusive tätorten Skillingaryd. Han vinnlade sig om att bevara områdets materiella kultur, som möbler och husgeråd. Under den långdragna striden på 1970‑talet om utvidgning av Skillingaryds skjutfält var han en av ledarna för motståndarna.  År 1956 utgav han läroboken Småland: en hembygdsbok för tredje klassen på Magnus Bergvalls förlag för skolämnet hembygdskunskap. Riksförbundet för hembygdsvård tilldelade 1979 honom förtjänstplakett för ”berömvärd gärning i hembygdsvårdens tjänst”. Joel Andersson är begravd på Tofteryds kyrkogård.